# Ботевград (община)
Вижте пояснителната страница за други значения на Ботевград.
Община Ботевград се намира в Западна България и е една от съставните общини на Софийска област.

## География

### Географско положение, граници, големина
Общината е разположена в северната част на Софийска област. С площта си от 518,951 км2 заема 4-то място сред 22-те общините на областта, което съставлява 7,33% от територията на областта. Границите ѝ са следните:
- на изток – община Правец;
- на югоизток – община Етрополе;
- на юг – община Горна Малина;
- на югозапад – община Елин Пелин;
- на запад – община Своге;
- на север – община Мездра и община Роман, област Враца;

### Природни ресурси

#### Релеф
Релефът на общината е равнинен, ниско и средно планински, като територията ѝ изцяло попада в пределите на Западна Стара планина и Западния Предбалкан.
В централната част на общината се простира обширната Ботевградска котловина (Жлеба, Коритище), която условно попада в южната част на Западния Предбалкан. При село Разлив чрез ниския праг Лопатна котоловината се поделя на две части – на запад същинската Ботевградска котловина, а на изток малката Правешка котловина. По южната и периферия преминава условната граница между Западния Предбалкан на север и Западна Стара планина на юг. Цялата дължина на котловината от северозапад на югоизток е 28 – 30 км, а максималната ѝ ширина е около 12 км. Площта ѝ е 150 км2. Котловинното дъно лежи на 320 – 420 м н.в., като е леко наклонено на север, запълнено с алувиални наноси и частично заблатено в централната част. В средата на котловината се издигат няколко вътрешнокотловинни възвишения: Медвен (520 м), Темуша (480 м), Литаковски височини (417 м) и др. Южната ѝ покрайнина, издигаща се към Стара планина е заета от големи наносни конуси.
Северно и североизточно от котловината се издигат два ниски планински рида, части от Западния Предбалкан. На север от дълбоката, каньоновидна долина на река Бебреш до границата с област Враца се простират южните части на рида Гола глава. На 1,5 км западно от махала Дилковци на село Липница, на границата с община Мездра се издига най-високата му точка – връх Гола грава 853 м. Между Ботевградската котловина на юг и долината на Бебреш на север в пределите на общината попадат западните ниски части на рида Лакавица смаксимална височина връх Високата могила 820 м, намиращ се на около 5 км североизточно от село Скравена.
Покрай западната и южната периферия на Ботевградската котловина на територията на община Ботевград попадат участъци от четири планини части от Западна Стара планина. Най-на запад се простират източните части на Ржана планина с връх Голямата могила 1546,2 м, разположен на границата с община Своге, на около 3 км северозападно от село Краево. Югоизточно от нея в пределите на общината се простират югоизточните части на Голема планина. Нейната най-висока точка връх Увеса 1455,1 м, се издига на границата с община Своге, на 7 км западно от село Литаково. Южните райони на община Ботевград и западно от дълбоката долина на река Бебреш се заемат от северната част на планината Мургаш, която на северозапад чрез висока седловина се свързва с Голема планина. Нейният първенец връх Мургаш 1687 м, най-високата точка на община Ботевград е разположен на границата с Област София. Източно от долината на река Бебреш и южно от Ботевградската котловина се простират северозападните части на планината Било. Нейната най-висока точка връх Маняков камък 1439,2 м се издига в крайния югоизточен ъгъл на общината.
Най-ниската точка на община Ботевград се намира източно от село Боженица, на границата с община Правец в коритото на река Бебреш – 232 м н.в.

#### Води
Основна водна артерия на община Ботевград е река Бебреш (85,5 км, ляв приток на река Малки Искър). С изключение на първите ѝ 5 – 6 км и последните 2 км реката изцяло протича през общината, като площта на водосборния ѝ басейн е 492 км2 и отводнява над 90% от нейната територия. Тя извира на 1 км северозападно от връх Звездец в Етрополска планина, Западна Стара планина, на 1430 м н.в. под името Клисура, на територията на община Горна Малина. До село Врачеш тече в дълбока залесена долина между планините Било на изток и Мургаш на запад, след което навлиза в Ботевградската котловина. В землището на село Новачене рязко завива на изток, минава през Новаченския пролом и при село Своде в община Правец се влива отляво в река Малки Искър на 215 м н.в. Основни нейни притоци са: Тиовска река (ляв), Водиовска река (ляв), Твърдомещница (ляв), Бела река (ляв), Косачица (ляв), Чешковица (ляв, влива се при село Врачеш), Конаревец (ляв, влива се при село Скравена), Калница (десен), Боговина (ляв), Рударка (ляв) и Пелинишки дол (ляв). Средногодишният отток на реката в устието ѝ е 4,2 м3/s, като максимумът е през април-юни, а минимумът юли-октомври.

### Населени места
Общината се състои от 13 населени места. Списък на населените места, подредени по азбучен ред, население и площ на землищата им:
| Населено място | Пребр. на населението през 2021 г. | Площ на землището (в км2) | Забележка (старо име)              | Населено място | Пребр. на населението през 2021 г. | Площ на землището (в км2) | Забележка (старо име)        |
| Боженица       | 128                                | 41,488                    |                                    | Литаково       | 1869                               | 70,801                    |                              |
| Ботевград      | 18 948                             | 53,298                    | Орхание                            | Новачене       | 1260                               | 33,837                    |                              |
| Врачеш         | 3434                               | 119,329                   |                                    | Радотина       | 156                                | 19,688                    | Радотин                      |
| Гурково        | 243                                | 18,915                    | Уруците                            | Рашково        | 90                                 | 31,188                    |                              |
| Елов дол       | 20                                 | -                         | Еленов дол, в з-щето на с. Липница | Скравена       | 1769                               | 35,526                    |                              |
| Краево         | 138                                | 15,226                    |                                    | Трудовец       | 3066                               | 39,572                    | Лъжене                       |
| Липница        | 117                                | 40,083                    |                                    | ОБЩО           | 31238                              | 518,951                   | 1 населено място без землище |

## Административно-териториални промени
- Указ № 224/обн. 10.08.1884 г. – преименува с. Уруците на с. Гурково;
- МЗ № 3774/обн. 07.12.1934 г. – преименува гр. Орхание на гр. Ботевград;
- Указ № 567/обн. 31.10.1950 г. – преименува с. Лъжене на с. Трудовец;
- Указ № 148/обн. 29.05.1956 г. – признава н.м. Еленов дол (от с. Липница) за отделно населено място – с. Еленов дол;
- Указ № 58/обн. 09.02.1960 г. – преименува с. Еленов дол на с. Еловдол;
- Указ № 960/обн. 4 януари 1966 г. – уточнява името на с. Радотин на с. Радотина.

## Население
Численост на населението според преброяванията през годините:
| Година на преброяване | Численост |
| 1934                  | 27 877    |
| 1946                  | 28 823    |
| 1956                  | 28 101    |
| 1965                  | 30 240    |
| 1975                  | 36 113    |
| 1985                  | 39 343    |
| 1992                  | 38 316    |
| 2001                  | 35 939    |
| 2011                  | 33 175    |
| 2021                  | 31 238    |

### Етнически състав
Преброяване на населението през 2011 г.
Численост и дял на етническите групи според преброяването на населението през 2011 г., по населени места (подредени по численост на населението):
| Населено място | Численост | Численост | Численост | Численост | Численост | Численост           | Численост     | Населено място | Дял (в %) | Дял (в %) | Дял (в %) | Дял (в %) | Дял (в %)           | Дял (в %)     |
| Населено място | Общо      | Българи   | Турци     | Цигани    | Други     | Не се самоопределят | Не отговорили | Населено място | Българи   | Турци     | Цигани    | Други     | Не се самоопределят | Не отговорили |
| Общо           | 33 175    | 27 503    | 23        | 2843      | 43        | 123                 | 2640          | 100.00         | 82.90     | 0.07      | 8.57      | 0.13      | 0.37                | 7.96          |
| -------------- | --------- | --------- | --------- | --------- | --------- | ------------------- | ------------- | -------------- | --------- | --------- | --------- | --------- | ------------------- | ------------- |
| Ботевград      | 20 345    | 17 011    | 20        | 1472      | 33        | 83                  | 1726          | Ботевград      | 83.61     | 0.09      | 7.23      | 0.16      | 0.40                | 8.48          |
| Боженица       | 144       | 143       | 0         | 0         | 0         | 0                   | 1             | Боженица       | 99.30     | 0.00      | 0.00      | 0.00      | 0.00                | 0.69          |
| Врачеш         | 3515      | 2972      |           | 136       |           |                     | 394           | Врачеш         | 84.55     |           | 3.86      |           |                     | 11.20         |
| Гурково        | 282       | 235       | 0         | 0         | 0         | 0                   | 47            | Гурково        | 83.33     | 0.00      | 0.00      | 0.00      | 0.00                | 16.66         |
| Еловдол        | 44        | 44        | 0         | 0         | 0         | 0                   | 0             | Еловдол        | 100.00    | 0.00      | 0.00      | 0.00      | 0.00                | 0.00          |
| Краево         | 133       | 130       | 0         |           |           |                     | 1             | Краево         | 97.74     | 0.00      |           |           |                     | 0.75          |
| Липница        | 141       | 128       | 0         | 0         | 0         | 0                   | 13            | Липница        | 90.78     | 0.00      | 0.00      | 0.00      | 0.00                | 9.21          |
| Литаково       | 1928      | 1246      | 0         | 648       | 0         | 9                   | 25            | Литаково       | 64.62     | 0.00      | 33.60     | 0.00      | 0.46                | 1.29          |
| Новачене       | 1276      | 839       | 0         | 417       | 3         | 4                   | 13            | Новачене       | 65.75     | 0.00      | 32.68     | 0.23      | 0.31                | 1.01          |
| Радотина       | 171       | 160       | 0         |           | 0         | 3                   | 1             | Радотина       | 93.56     | 0.00      |           | 0.00      | 1.75                | 0.58          |
| Рашково        | 147       | 146       | 0         | 0         | 0         | 0                   | 1             | Рашково        | 99.31     | 0.00      | 0.00      | 0.00      | 0.00                | 0.70          |
| Скравена       | 1814      | 1480      |           | 127       | 3         |                     | 196           | Скравена       | 81.58     |           | 7.00      | 0.16      |                     | 10.80         |
| Трудовец       | 3235      | 2969      |           | 35        |           |                     | 222           | Трудовец       | 91.77     |           | 1.08      |           |                     | 6.86          |

### Вероизповедания
Численост и дял на населението по вероизповедание според преброяването на населението през 2011 г.:
|                     | Численост | Дял (в %) |
| Общо                | 33 175    | 100,00    |
| Православие         | 22 924    | 69,10     |
| Католицизъм         | 85        | 0,25      |
| Протестантство      | 112       | 0,33      |
| Ислям               | 18        | 0,05      |
| Друго               | 17        | 0,05      |
| Нямат               | 998       | 3,00      |
| Не се самоопределят | 1723      | 5,19      |
| Непоказано          | 7298      | 21,99     |

## Политика

### Кмет
На първия тур на местните избори на 27.Х.2019 г. за кмет на община Ботевград е избран Иван Александров Гавалюгов от Политическа партия МИР с 8825 гласа, съставляващи 53,98 % от гласовете. 

### Общински съвет
Състав на общинския съвет, избиран на местните избори през годините:
| Партия или сдружение | 2003   | 2007    | 2011 | 2015    | 2019    |
| Избирателна активност по време на изборите | 35,7 % | 63,21 % |      | 62,76 % | 60,22 % |
| Общ брой места | 29     | 29      | 29   | 29      | 29      |
| --- | ------ | ------- | ---- | ------- | ------- |
| Политическа партия МИР |        |         |      |         | 13      |
| ГЕРБ |        | 1       | 14   | 6       | 6       |
| Местна коалиция „ДИБО“ (ПП „Движение Инициатива за Ботевградска община“, Обединена социалдемокрация, Земеделски съюз „Александър Стамболийски“, Воля) |        |         |      |         | 5       |
| Българска социалистическа партия |        | 3       | 6    | 3       | 4       |
| Коалиция „Алтернативата на гражданите“ |        |         |      |         | 1       |
| Обединени за бъдещето на Ботевградска община |        |         |      | 12      |         |
| Гражданско движение за Ботевградски обществен просперитет                                                                                             |        |         |      | 8       |         |
| Движение за социален хуманизъм |        |         | 2    |         |         |
| Атака |        | 2       | 2    |         |         |
| Ред, законност и справедливост |        | 1       | 1    |         |         |
| Промяна |        |         | 1    |         |         |
| Български демократически форум |        |         | 1    |         |         |
| Евророма |        | 2       | 1    |         |         |
| Общество за Нова България |        |         | 1    |         |         |
| Коалиция „Бъдеще за Ботевградска община“ (Граждански съюз за Нова България, Национално движение „Симеон Втори“, Българска социалдемокрация)           |        | 13      |      |         |         |
| Обединение на българските националисти „Целокупна България“                                                                                           |        | 2       |      |         |         |
| Съюз на свободните демократи |        | 2       |      |         |         |
| Новото време |        | 2       |      |         |         |
| Коалиция „Гражданско сдружение за Ботевград“ (Партия на българските жени, Зелена партия, Политически клуб „Екогласност“)                              |        | 1       |      |         |         |
| Инициатива за Ботевградска община | 10     |         |      |         |         |
| Коалиция за България | 7      |         |      |         |         |
| Коалиция за местни избори 2003 за избор на кмет, общински съветници и км..                                                                            | 3      |         |      |         |         |
| Социалистическа партия „Български път“ | 2      |         |      |         |         |
| Съюз на демократичните сили | 2      |         |      |         |         |
| Български земеделски народен съюз - Народен съюз | 1      |         |      |         |         |
| Българска евродесница | 1      |         |      |         |         |
| Българска социалдемокрация | 1      |         |      |         |         |
| Цветан Иванов Миньовски – независим | 1      |         |      |         |         |
| Коалиция „Свобода и отговорност“ | 1      |         |      |         |         |

### Награди
- Победител в категория „Иновации, наука и образование“, раздел „средни общини“, в онлайн конкурса „Кмет на годината, 2017“. Приз за кмета Иван Гавалюгов за усилията за внедряване на иновации в образованието на децата.

## Транспорт
През общината преминават частично 4 пътя от Републиканската пътна мрежа на България с обща дължина 89,8 km:
- участък от 17,5 km от автомагистрала Хемус (от km 33 до km 50,5);
- участък от 38 km от Републикански път I-1 (от km 173,6 до km 211,6);
- последният участък от 6,2 km от Републикански път I-3 (от km 196,8 до km 203,0);
- последният участък от 28,1 km от Републикански път III-161 (от km 9 до km 37,1).

## Топографски карти
- Лист от карта K-34-36. Мащаб: 1 : 100 000.
- Лист от карта K-34-48. Мащаб: 1 : 100 000.